# Displair

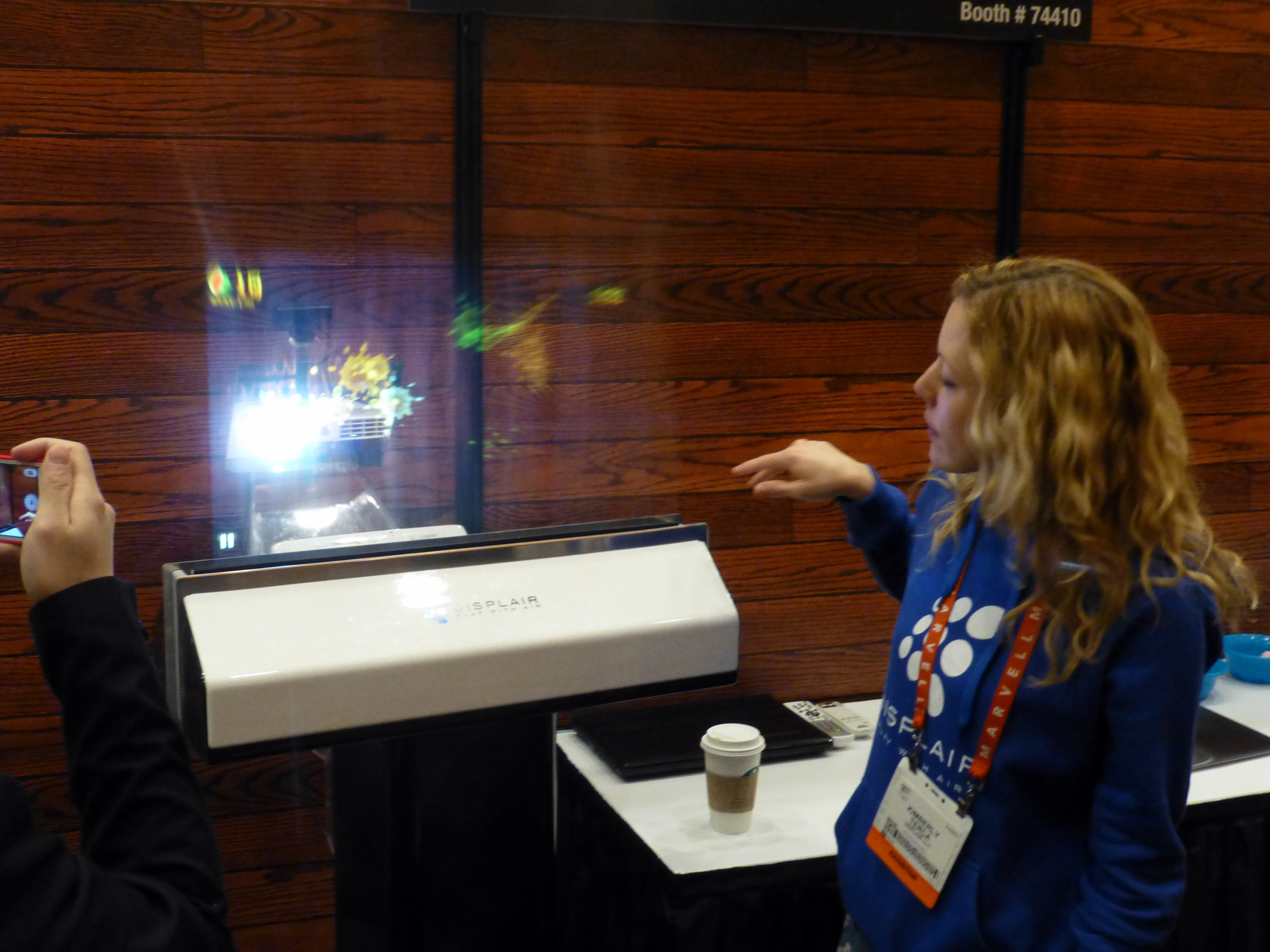
Demonstração do display 3D multi-touch sem tela Displair, fabricado na Rússia, na Consumer Electronics Show (CES) 2013, em Las Vegas

Displair é um ecrã de ar (projeção) interativo que projeta no ar qualquer imagem que quiser. O dispositivo é controlado por um sistema ótico, multi-toque, que permite controlar a imagem no ar só com gestos, sem marcadores, luvas ou outro equipamento especial. E considerado um dos cinco principais projetos técnicos de Plug&Play na Silicon Valley.

## O nome
Atualmente, Displair refere-se não só ao próprio produto mas também à empresa que desenvolve o projeto e o conteúdo de imagens sem ecrã. O nome tem duas raízes – “ecrã” (display) e “ar” (air) para salientar a essência e funções do dispositivo. Pela primeira vez, o nome Displair foi anunciado no final de julho de 2010, logo após Seliger 2010, onde o seu criador, Maxim Kamanin, apresentou o projeto.

## História
O inventor de Displair e o diretor geral da empresa é Maxim Kamanin. A origem da ideia e exame das bases teóricas remontam aos finais de 2009. Durante o período de pesquisa científica, o criador do equipamento estudou fenómenos óticos naturais: miragens, nevoeiro. Finalmente, optou pela subestação próxima das nuvens.
O primeiro protótipo operacional foi fabricado em junho de 2010 e apresentado ao presidente russo, Presidente Medvedev, no âmbito do fórum Seliger. Em agosto do mesmo ano, a empresa Displair foi criada e o projeto preparado para Arranque, a partir da área das tecnologias de informação (TI) por implicar a criação e desenvolvimento de aplicações informáticas.
Em 2011, o sistema multi-toque ótico foi criado para Displair, que permitiu aos utilizadores moverem objetos não obstante o facto de o dispositivo não ter ecrã e ser penetrável. A exibição avançada de Displair ganhou a maioria das competições dedicadas à área das inovações e ficou bastante conhecida no estrangeiro.
Em maio de 2012, a empresa recebeu um investimento de 1 milhão de dólares. Os fundos destinam-se ao desenvolvimento do protótipo, licenciamento da tecnologia e lançamento da primeira produção de pequena escala.
O número de investidores é constituído pelo fundo de investimento Leta GIV, membros do LETA Group de empresas, a investidora-anjo Esther Dyson, membro do Conselho de Administração da Yandex, assim como presidente do fundo de capitais EDventure Holdings (investidor inicial do Flickr), cofundadora, editora chefe da East-West Digital News Adrien Henni; diretor executivo da Acrobator.com Bas Godska (liderou o desenvolvimento e marketing da Ozon.ru, KupiVIP.ru, Lamoda.ru e outros projetos da Internet); investidor-anjo privado Anton Karasevich; ex-diretor de desenvolvimento da rede social “Odnoklassniki”; cofundador da East-West Digital Aleksandr Baderko e outros. A Displair prevê começar a vender o produto no final de 2012 – início de 2013. Atualmente, a empresa Displair tem sede em «Skolkovo» e no parque das TI em Kazan.

## Tecnologia
Displair projeta todos os conteúdos multimédia no ar. As imagens (desenhos, fotografias, vídeo) são perfeitamente penetráveis fisicamente, seguras e amigas do ambiente. A base da imagem é uma fina camada de ar estável e frio com finas partículas de água protegidas do vento, produzidas por cavitação. As partículas de vapor são tão pequenas que, devido ao seu tamanho e grande pressão de superfície, são mantidas estáveis mesmo depois de chocarem com objetos físicos, não deixam traços de humidade, não congelam até −50°С e podem existir até aos +50°С. As características das partículas de água e as funcionalidades aerodinâmicas do dispositivo contribuem para a integridade e estabilidade da imagem mesmo quando penetrada por objetos externos.
O sistema multi-toque ótico, baseado em tecnologia de visão informática, permite controlar imagens sem ecrã com dedos e consegue funcionar com 1500 toques simultaneamente. Os sistemas permitem não só manter um regime de múltiplos utilizadores mas também identificar gestos mais complexos do que os sistemas multi-toque existentes possíveis nos ecrãs interativos. Também é possível adicionar detalhes adicionais à imagem. No entanto, a premiada tecnologia de Displair, desenvolvida num dormitório para estudantes, tem apenas um período de 0,2 segundos entre o gesto e a reação do computador, comparado com o período de 0,1 segundos de Kinect para a Xbox 360, usando até 1500 pontos no seu sistema de ecrã multi-toque com 1 cm de precisão. Microsoft Research também está a fazer avanços no reconhecimento de gestos, embora essa tecnologia ainda não esteja disponível comercialmente.
Displair oferece também uma função de interação com dispositivos móveis que permite aos utilizadores trocarem ficheiros.

## Possíveis aplicações
- Publicidade
- Quiosques PoV interativos
- Menus eletrónicos
- Design
- Indústria de jogos
- Métodos de educação e de simulação
- Medicina (relaxamentos, reabilitação)

## Competições e prémios
O projeto Displair venceu um evento/fórum de inovação na Rússia, o “Kubok Texnovaziy-2011”, “projeto Zvorykinsky – 2011”, “Systema Sarov – 2011”, “Bit-Yug – 2011”. Displair também foi considerado um dos cinco principais projetos técnicos de Plug&Play na Silicon Valley.